# E79 (trasa europejska)
E79 – trasa europejska pośrednia północ-południe, wiodąca z Miszkolcu na Węgrzech, przez Rumunię i Bułgarię do Salonik w Grecji.

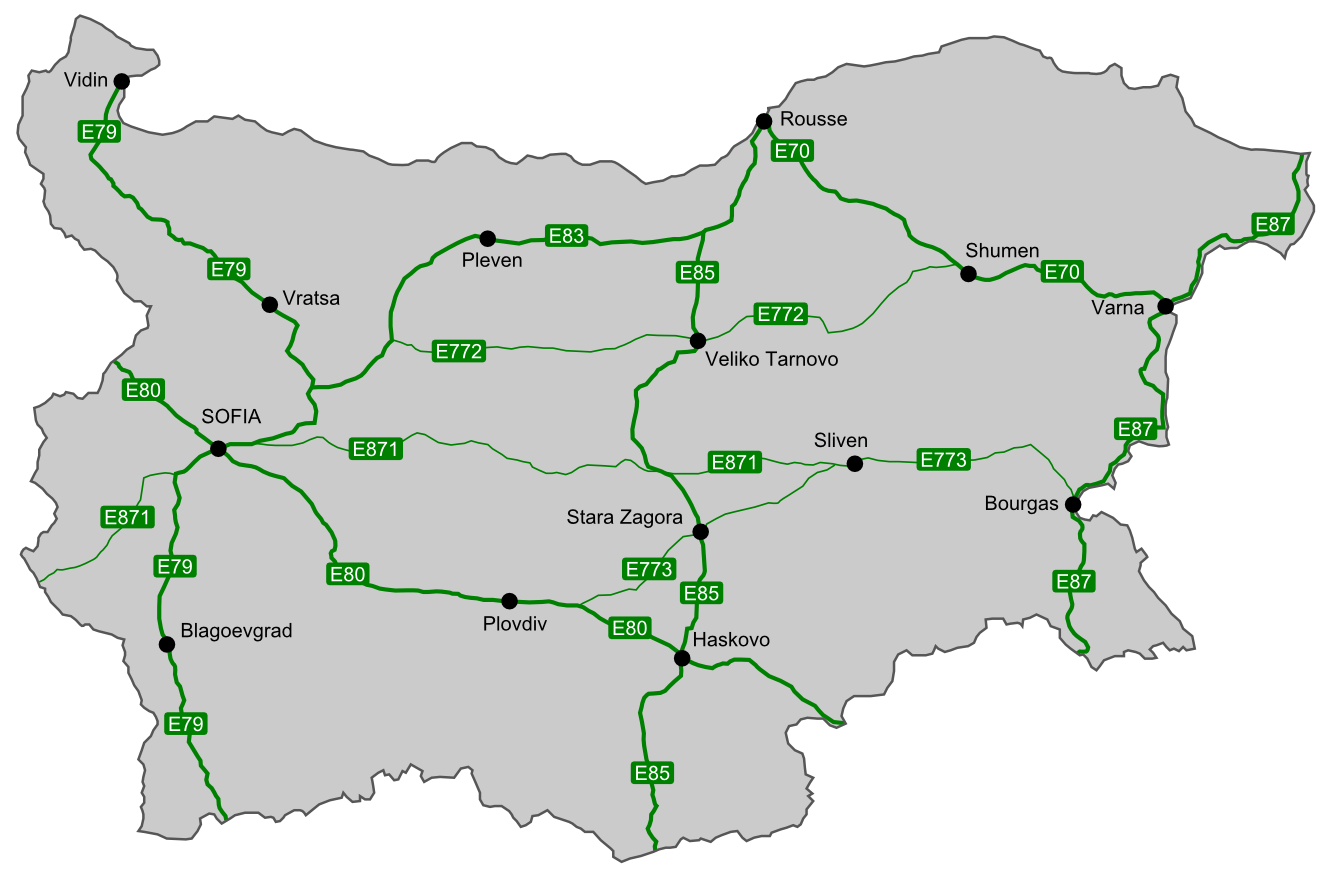
Trasy europejskie w Bułgarii z uwzględnieniem E79

## Przebieg trasy E79
- Węgry
  - autostrada M30: Miszkolc – Istvánmajor
  - autostrada M3: Istvánmajor – Polgár – Görbeháza
  - autostrada M35: Görbeháza – Hajdúböszörmény – Debreczyn – Derecske
  - autostrada M4: Derecske – Berettyóújfalu
  - droga krajowa nr 47: Berettyóújfalu
  - droga krajowa nr 42: Berettyóújfalu – Biharkeresztes – Ártánd – granica państwa
- Rumunia
  - droga krajowa DN1: granica państwa – Borș – Oradea
  - droga krajowa DNCOra: obwodnica Oradei
  - droga krajowa DN76: Oradea – Beiuș – Ștei – Brad – Șoimuș
  - droga krajowa DN7: Șoimuș – Deva – Simeria – Simeria Veche
  - droga krajowa DN66: Simeria Veche – Călan – Hațeg – Petroszany – Bumbești-Jiu – Târgu Jiu – Rovinari – Filiași
  - droga krajowa DN6: Filiași – Krajowa
  - droga krajowa DN56: Krajowa – Calafat – granica państwa
- Bułgaria
  - droga I-1: granica państwa – Widin – Dunawci – Dimowo – Montana – Wraca – Mezdra – Botewgrad
  - droga II-17: obwodnica Botewgradu
  - autostrada A2: Botewgrad – Jana – Dołni Bogrow
  - autostrada A6: Dołni Bogrow – Sofia
  - wspólny odcinek dróg I-8 i II-18: Sofia (obwodnica)
  - autostrada A3: Sofia – Pernik – Dupnica – Błagojewgrad
  - droga I-1: Błagojewgrad – Simitli – Kresna – Dołna Gradesznica
  - autostrada A3: Dołna Gradesznica – Sandanski – Kulata – granica państwa
- Grecja
  - autostrada A25: granica państwa – Promachonas – Sidirokastro – Seres – Assiros – Lagyna
  - autostrada A2: Lagyna – Saloniki